# Bertkauia lucifuga
Bertkauia lucifuga is een stofluis behorend tot de familie Epipsocidae die voorkomt in Europese landen als Oostenrijk, Benelux, Bulgarije, Finland, Groot-Brittannië, Griekenland, Hongarije, Italië, Ierland, Noorwegen, Polen, Portugal, Roemenië, Spanje, Zweden en Zwitserland. De soort kwam ook voor op eilanden als Madeira en Malta. Behalve in Europa komen de soorten veel voor in Noord-Afrika en het Nabije Oosten. De soorten zijn bruinzwart gekleurd.

## Levenswijze
De soort voedt zich met appelbomen, strooisel op de grond en bladeren.